# 云南草沙蚕
云南草沙蚕（学名：Tripogon bromoides var. yunnanensis）为禾本科草沙蚕属下的一个变种。